# Лашин, Владимир Леонидович
Владимир Леонидович Лашин (16 августа 1910 — 4 декабря 1970) — советский военный лётчик и военачальник, генерал-майор, участник Великой Отечественной войны.

## Биография
Владимир Леонидович Лашин родился 16 августа 1910 года в местечке Мариенгаузен Люцинского уезда Витебской губернии в семье начальника местного почтового отделения, почётного гражданина. 
В сентябре 1928 года был призван на службу в Рабоче-Крестьянскую Красную Армию. В 1930 году окончил Ленинградскую военно-теоретическую школу лётчиков, в 1931 году — 2-ю Борисоглебскую военную авиационную школу лётчиков, в 1936 году — методические курсы командиров отрядов при Качинской военной авиационной школе лётчиков. 
Участвовал в советско-финской войне, будучи помощником командира эскадрильи 16-го скоростного бомбардировочного авиационного полка. С января 1941 года служил помощником командира 99-го скоростного бомбардировочного авиационного полка. В этой должности встретил начало Великой Отечественной войны.
С начала Великой Отечественной войны — на её фронтах. 19 июля 1941 года был назначен исполняющим обязанности 233-го истребительного авиационного полка 6-го истребительного авиационного корпуса. Участвовал в битве за Москву, отражая вражеские авиационные налёты. В сложных условиях сумел увести самолёты своего полка с аэродрома в городе Юхнове, когда на лётное поле неожиданно прорвались немецкие танковые части. С декабря 1941 года командовал 177-м истребительным авиационным полком, а с июля 1942 года — 11-м истребительным авиационным полком. Участвовал в Сталинградской битве. С марта 1943 года стал командиром 562-го истребительного авиационного полка, а в июне того же года — командиром 319-й истребительной авиационной дивизии ПВО. Вверенное ему соединение отражало немецкие авиационные налёты на Москву. В 1943 году был тяжело ранен, долгое время находился на лечении.
После окончания войны продолжал службу в Советской Армии. Командовал различными дивизиями ПВО, затем стал заместителем командира Московского истребительного корпуса ПВО. В 1948 году окончил курсы усовершенствования командиров и начальников штабов авиационных дивизий при Военно-воздушной академии, в 1951 году — Высшую военную академию имени К. Е. Ворошилова. С сентября 1956 года был старшим преподавателем на кафедре ПВО в этой академии. 
В августе 1962 года в звании генерал-майора авиации был уволен в запас. Проживал в Москве. 
Умер 4 декабря 1970 года.

## Награды
- Орден Ленина (3 ноября 1953 года);
- 3 ордена Красного Знамени (3 февраля 1943 года, 1 апреля 1943 года, 20 июня 1949 года);
- Орден Кутузова 2-й степени (22 августа 1944 года);
- 2 ордена Красной Звезды (21 мая 1940 года, 3 ноября 1944 года);
- Медали «За оборону Москвы», «За оборону Сталинграда» и другие.